# سلسو مورایس
سلسو کاردوسو دی مورایس (به پرتغالی: Celso Cardoso de Moraes) مدافع اهل برزیل است که در شهر برزیل و در تاریخ ۴ اوت ۱۹۷۹ به دنیا آمده‌است.
سلسو کاردوسو دی مورایس در تیم‌های فوتبال Uniao Suzano، Ji-Paraná، Sao Gabriel، Okinawa Kariyushi، Thespa Kusatsu، Atlético Sorocaba سابقهٔ حضور دارد.